# 媳妇的美好春天
《媳妇的美好春天》 (又名《媳妇的美好宣言》)，2012年上映于中国大陆的都市剧，由姚芊羽、辛柏青、刘佳、牛莉、王一楠、王大治等主演，导演周小刚。電視上播放的是26集版本，但另有網上流傳的未刪節版本有28集和33集兩個版本。電視劇於北京時間2012年11月中，逢星期一至五下午1時45分到3時45分在CCTV-1綜合台、北京、上海、深圳和香港多地的地方電視台播放。2015年1月26日台灣HD戲劇台播出。

## 剧情
毛绒绒出生于80年代，是个不折不扣的八零后女青年。牙医余快，家有老母，前妻华婷露和儿子虎子。当毛绒绒遇上了余快之后，两人迅速热恋并且结婚。余母疼爱孙子和前媳妇，对新媳妇看不顺眼，想着法儿敢她走。余快有一个待字闺中的妹妹和一个懵懂不问世事的画家弟弟，为了儿子，华婷露经常到余家来探情况，日复一日，目睹毛绒绒所作的一切之后，她默默地离开了余家，而婆婆余母也被新媳妇感动，主动接纳了她作为余家的一份子。

## 演员
| 演员   | 角色   | 备注                                             |
| 姚芊羽 | 毛绒绒 | 牙医余快的二任妻子 涂香香媳婦 余季，余果大嫂。   |
| 辛柏青 | 余快   | 华婷露的前夫，两人育有1子虎子，后和毛绒绒结婚。  |
| 刘佳   | 涂香香 | 余母，生有2子1女。                               |
| 郑则仕 | 卫叔   | 和涂香香黄昏恋。                                 |
| 牛莉   | 华婷露 | 余快前妻，两人育有1子虎子。                      |
| 李嘉桐 | 虎子   | 余快和前妻华婷露的儿子。                         |
| 王一楠 | 余果   | 余快，余季妹妹，嫁给了李建东，毛絨絨小姑。       |
| 周炜   | 李建东 | 余果的丈夫。                                     |
| 王大治 | 余季   | 余快的弟弟，余果的二哥，余母的二子，妻子刘草莓。 |
| 刁琳琳 | 刘草莓 | 余季的妻子。                                     |
| 杨青   | 张牡丹 | 刘草莓的母亲，余季的的岳母。                     |
| 赵伊   | 白爽   | 毛绒绒好朋友                                     |

## 電視原聲
| 曲序 | 曲目               |                | 作曲 | 演唱者 |
| ---- | ------------------ | -------------- | ---- | ------ |
| 1.   | 《幸福》（片尾曲） | 南飞雁，王凌云 | 杨帆 | 姚贝娜 |

## 制作
该剧获得香港影帝郑则仕的加盟，出演了一个风趣幽默的老帅哥，和毛绒绒的婆婆涂香香黄昏恋。
姚芊羽出演的毛绒绒是一个古典式的贤良淑德的完美妻子和媳妇形象。
毛绒绒式的好妻子好媳妇在现实生活中实在难找，“毛绒绒”形象代表了生活中的公民对美好生活的向往。被誉为“跑偏的生活幻想剧”。由于角色过于美好，观众认为不真实和虚假。

## 播出
该剧播出后，引发观众的抨击，认为该剧有诸多问题：媳妇善良如天使；剧中人物矛盾逻辑混乱；主角媳妇不如配角出彩抢戏；台词虚假如小品等。
该剧讲述了现实生活中高富帅和白富美的二婚问题。